# 1-я Шумадийская бригада
1-я Шумадийская народно-освободительная бригада (сербохорв. Прва шумадијска народноослободилачка бригада / Prva šumadijska narodnooslobodilačka brigada) — бригада Народно-освободительной армии Югославии, участвовавшая в боях Народно-освободительной войны на территории Сербии.
Образована 5 октября 1943 в местечке Палевина на горе Рудник по приказу Главного штаба НОАЮ в Сербии от 25 сентября 1943. В состав бригады вошли 1-й Шумадийский и 2-й Космайский батальоны из Шумадийского партизанского отряда, а также 2-й батальон Космайского партизанского отряда. К ноябрю 1943 года бригада насчитывала три батальона и 700 человек. Командовал бригадой Радивое Йованович, политруком был Светозар Попович (оба — Народные герои Югославии). Также их замещали соответственно Милош Дудич (также Народный герой) и Слободан Крстич.
Бригада участвовала во многих сражениях Народно-освободительной войны. 10 февраля 1944 вместе с 1-й южноморавской включена в состав 3-й сербской пролетарской ударной бригады. Награждена Орденами Партизанской Звезды и «За заслуги перед народом».

## Народные герои Югославии из бригады
- Тома Бреуль, политрук 2-го батальона
- Милош Дудич, заместитель командира бригады
- Мирослав Йованович, политрук 1-го батальона
- Радивойе Йованович, командир бригады
- Раденко Мандич, заместитель командира 2-го батальона
- Воислав Манойлович, солдат 1-й роты 1-го батальона
- Джордже Нешич, командир роты 1-го батальона
- Момчило Попович, солдат 1-го батальона
- Светозар Попович, политрук бригады
- Иван Стефанович, заместитель командира 1-го батальона